# Mara, Sassari
Mara là một đô thị ở tỉnh Sassari trong vùng Sardinia, có khoảng cách khoảng 140 km về phía tây bắc của Cagliari và cách khoảng 35 km về phía nam của Sassari. Tại thời điểm ngày 31 tháng 12 năm 2004, đô thị này có dân số 758 người và diện tích là 18,9 km².
Mara giáp các đô thị: Cossoine, Padria, Pozzomaggiore.